# Renzo Revoredo
Renzo Revoredo Zuazo (Lima, 11 de mayo de 1986) es un exfutbolista peruano. Jugaba como defensa central o lateral derecho y se retiró en el Sport Boys de la Liga 1 de Perú a fines del año 2022.

## Trayectoria
Fue formado en las divisiones menores de Sporting Cristal, equipo con el que debutó en Primera División el 11 de abril de 2004. Aquel día, por la séptima fecha del Torneo Apertura, jugó los 90 minutos del partido que su equipo empató 1-1 de visita ante el Deportivo Wanka. Posteriormente, pasó al Coronel Bolognesi de Tacna para la segunda mitad del 2004. Se mantuvo 5 temporadas en el Bolognesi, estancia durante la cual logró el título del Torneo Clausura 2007, además de participar en la Copa Sudamericana 2007 y la Copa Libertadores 2008. 

### Universitario de Deportes
En diciembre de 2008 fue transferido al club Universitario de Deportes. Fue un gran año en lo personal para Renzo jugando la Copa Libertadores 2009 y siendo campeón nacional, en el 2009 jugó 33 partidos y anotó 3 goles. Jugó también la Copa Libertadores 2010 donde llegó hasta los octavos de final siendo eliminado por Sao Paulo. En el 2010 jugó 16 partidos quedando 4.º puesto y clasificando a la Copa Sudamericana 2011.

### Sporting Cristal y Olimpia de Paraguay
El 9 de agosto de 2011 se desligó de Universitario por problemas económicos e inmediatamente fue fichado por el club que lo formó, el Sporting Cristal. En enero de 2012 dejó el club peruano para firmar contrato como jugador libre con el Olimpia de la Primera División de Paraguay. El 10 de febrero, Revoredo debutó frente al Emelec de Ecuador al ingresar a los 72 minutos del encuentro válido por el Grupo 2 de la Copa Libertadores 2012. Olimpia perdió 1 a 0.
Pese a que no convencía demasiado en un principio, se convirtió en la primera opción para la banda derecha del equipo de Gerardo Pelusso. Olimpia se mantuvo en lo más alto del Torneo Apertura 2012 por varias fechas hasta que cayeron en la última jornada frente al campeón Cerro Porteño. Revoredo fue titular, sin embargo fue expulsado al minuto 18.

### Llegada al Barcelona S.C
Finalmente el 2 de agosto de 2012 es confirmado como nuevo refuerzo del Barcelona de Guayaquil, con un contrato de 6 meses con opción a renovar. Su debut fue ante Deportivo Cuenca donde su equipo terminó ganando 1x2, marcó su primer gol con la camiseta del cuadro canario en la victoria que le valieron los 3 puntos ante Liga de Loja siendo Revoredo una de las figuras del partido, sin embargo fue sustituido por una lesión muscular. Siendo utilizado como lateral derecho y como mediocampista defensivo derecho en línea de 5, se coronó campeón del Fútbol Ecuatoriano cuando faltaba una fecha para que acabara el torneo. Pese a tener buenas actuaciones y ser muy querido por la hinchada amarilla por su entrega al equipo, finalmente la directiva del Barcelona decide no renovar su contrato.

### Vuelta al Sporting Cristal
Tras su paso por Ecuador, el 11 de enero de 2013 es confirmado como nuevo refuerzo del Sporting Cristal del Perú. y se mantuvo 4 años y saliendo campeón en 2 ocasiones (2014, 2016) en el 2017 tras el fracaso de José del Solar y la llegada de Pablo Zegarra al club cervecero pierde la titularidad y finalmente el 14 de agosto es cedido a préstamo al FBC Melgar. El 26 de diciembre de 2020, el Club Sporting Cristal decide no renovar el contrato del jugador.

### Sport Boys
El 4 de enero de 2021, es confirmado como nuevo refuerzo del Sport Boys de la Primera División del Perú.

## Selección nacional
Ha sido internacional con la selección de fútbol del Perú en 23 ocasiones. Su debut se produjo el 6 de febrero de 2009, en un encuentro amistoso ante la selección de El Salvador que finalizó con marcador de 1-0 a favor de los salvadoreños. Hasta la actualidad ha disputado 2 Copa América (2011, 2016), disputó 2 clasificaciones al Mundial (2014, 2018) y por último participó en una Copa Kirin.
| \| PJ \| Fecha \| Ciudad \| Local \| Resultado \| Visitante \| Competición \| Goles \| Asist. \| \| --- \| ---------- \| ------------- \| ----------------- \| --------- \| ----------------- \| -------------------------- \| ----- \| ------ \| \| 1. \| 06-02-2009 \| Los Ángeles \| El Salvador \| 1–0 \| Perú \| Amistoso \| 0 \| 0 \| \| 2. \| 08-02-2011 \| Moquegua \| Perú \| 1–0 \| Panamá \| Amistoso \| 0 \| 0 \| \| 3. \| 29-03-2011 \| La Haya \| Perú \| 0–0 \| Ecuador \| Amistoso \| 0 \| 0 \| \| 4. \| 01-06-2011 \| Niigata \| Japón \| 0–0 \| Perú \| Copa Kirin \| 0 \| 0 \| \| 5. \| 04-07-2011 \| San Juan \| Uruguay \| 1–1 \| Perú \| Copa América 2011 \| 0 \| 0 \| \| 6. \| 12-07-2011 \| Mendoza \| Chile \| 1–0 \| Perú \| Copa América 2011 \| 0 \| 0 \| \| 7. \| 16-07-2011 \| Córdoba \| Colombia \| 0–2 \| Perú \| Copa América 2011 \| 0 \| 0 \| \| 8. \| 23-07-2011 \| La Plata \| Perú \| 4–1 \| Venezuela \| Copa América 2011 \| 0 \| 0 \| \| 9. \| 02-09-2011 \| Lima \| Perú \| 2–2 \| Bolivia \| Amistoso \| 0 \| 0 \| \| 10. \| 05-09-2011 \| La Paz \| Bolivia \| 0–0 \| Perú \| Amistoso \| 0 \| 0 \| \| 11. \| 11-10-2011 \| Santiago \| Chile \| 4–2 \| Perú \| Eliminatorias Mundial 2014 \| 0 \| 0 \| \| 12. \| 15-11-2011 \| Quito \| Ecuador \| 2–0 \| Perú \| Eliminatorias Mundial 2014 \| 0 \| 0 \| \| 13. \| 29-02-2012 \| Túnez \| Túnez \| 1–1 \| Perú \| Amistoso \| 0 \| 0 \| \| 14. \| 23-05-2012 \| Lima \| Perú \| 1–0 \| Nigeria \| Amistoso \| 0 \| 0 \| \| 15. \| 03-06-2012 \| Lima \| Perú \| 0–1 \| Colombia \| Eliminatorias Mundial 2014 \| 0 \| 0 \| \| 16. \| 15-08-2012 \| San José \| Costa Rica \| 0–1 \| Perú \| Amistoso \| 0 \| 0 \| \| 17. \| 07-09-2012 \| Lima \| Perú \| 2–1 \| Venezuela \| Eliminatorias Mundial 2014 \| 0 \| 0 \| \| 18. \| 06-02-2013 \| Puerto España \| Trinidad y Tobago \| 0–2 \| Perú \| Amistoso \| 0 \| 0 \| \| 19. \| 23-05-2016 \| Lima \| Perú \| 4–0 \| Trinidad y Tobago \| Amistoso \| 0 \| 0 \| \| 20. \| 28-05-2016 \| Washington \| Perú \| 3–1 \| El Salvador \| Amistoso \| 0 \| 0 \| \| 21. \| 04-06-2016 \| Seattle \| Perú \| 1–0 \| Haití \| Copa América 2016 \| 0 \| 0 \| \| 22. \| 08-06-2016 \| Glendale \| Perú \| 2–2 \| Ecuador \| Copa América 2016 \| 0 \| 0 \| \| 23. \| 06-09-2016 \| Lima \| Perú \| 2–1 \| Ecuador \| Eliminatorias Mundial 2018 \| 0 \| 0 \| |            |               |                   |           |                   |                            |       |        |
| PJ | Fecha      | Ciudad        | Local             | Resultado | Visitante         | Competición                | Goles | Asist. |
| 1. | 06-02-2009 | Los Ángeles   | El Salvador       | 1–0       | Perú              | Amistoso                   | 0     | 0      |
| 2. | 08-02-2011 | Moquegua      | Perú              | 1–0       | Panamá            | Amistoso                   | 0     | 0      |
| 3. | 29-03-2011 | La Haya       | Perú              | 0–0       | Ecuador           | Amistoso                   | 0     | 0      |
| 4. | 01-06-2011 | Niigata       | Japón             | 0–0       | Perú              | Copa Kirin                 | 0     | 0      |
| 5. | 04-07-2011 | San Juan      | Uruguay           | 1–1       | Perú              | Copa América 2011          | 0     | 0      |
| 6. | 12-07-2011 | Mendoza       | Chile             | 1–0       | Perú              | Copa América 2011          | 0     | 0      |
| 7. | 16-07-2011 | Córdoba       | Colombia          | 0–2       | Perú              | Copa América 2011          | 0     | 0      |
| 8. | 23-07-2011 | La Plata      | Perú              | 4–1       | Venezuela         | Copa América 2011          | 0     | 0      |
| 9. | 02-09-2011 | Lima          | Perú              | 2–2       | Bolivia           | Amistoso                   | 0     | 0      |
| 10. | 05-09-2011 | La Paz        | Bolivia           | 0–0       | Perú              | Amistoso                   | 0     | 0      |
| 11. | 11-10-2011 | Santiago      | Chile             | 4–2       | Perú              | Eliminatorias Mundial 2014 | 0     | 0      |
| 12. | 15-11-2011 | Quito         | Ecuador           | 2–0       | Perú              | Eliminatorias Mundial 2014 | 0     | 0      |
| 13. | 29-02-2012 | Túnez         | Túnez             | 1–1       | Perú              | Amistoso                   | 0     | 0      |
| 14. | 23-05-2012 | Lima          | Perú              | 1–0       | Nigeria           | Amistoso                   | 0     | 0      |
| 15. | 03-06-2012 | Lima          | Perú              | 0–1       | Colombia          | Eliminatorias Mundial 2014 | 0     | 0      |
| 16. | 15-08-2012 | San José      | Costa Rica        | 0–1       | Perú              | Amistoso                   | 0     | 0      |
| 17. | 07-09-2012 | Lima          | Perú              | 2–1       | Venezuela         | Eliminatorias Mundial 2014 | 0     | 0      |
| 18. | 06-02-2013 | Puerto España | Trinidad y Tobago | 0–2       | Perú              | Amistoso                   | 0     | 0      |
| 19. | 23-05-2016 | Lima          | Perú              | 4–0       | Trinidad y Tobago | Amistoso                   | 0     | 0      |
| 20. | 28-05-2016 | Washington    | Perú              | 3–1       | El Salvador       | Amistoso                   | 0     | 0      |
| 21. | 04-06-2016 | Seattle       | Perú              | 1–0       | Haití             | Copa América 2016          | 0     | 0      |
| 22. | 08-06-2016 | Glendale      | Perú              | 2–2       | Ecuador           | Copa América 2016          | 0     | 0      |
| 23. | 06-09-2016 | Lima          | Perú              | 2–1       | Ecuador           | Eliminatorias Mundial 2018 | 0     | 0      |

### Participaciones en Copa América
| Torneo                  | Sede           | Resultado        | Partidos | Goles |
| ----------------------- | -------------- | ---------------- | -------- | ----- |
| Copa América 2011       | Argentina      | Tercer lugar     | 4        | 0     |
| Copa América Centenario | Estados Unidos | Cuartos de final | 2        | 0     |

## Clubes y estadísticas
Estadísticas actualizadas al 3 de marzo de 2022.
| Club                             | Temporada           | Liga     | Liga  | Copas Nac. | Copas Nac. | Copas Inter.* | Copas Inter.* | Total    | Total |
| Club                             | Temporada           | Partidos | Goles | Partidos   | Goles      | Partidos      | Goles         | Partidos | Goles |
| -------------------------------- | ------------------- | -------- | ----- | ---------- | ---------- | ------------- | ------------- | -------- | ----- |
| Sporting Cristal "B" · Perú      | 2003                |          |       | -          | -          |               |               |          |       |
| Sporting Cristal "B" · Perú      | Total               |          |       | -          | -          | -             | -             |          |       |
| Sporting Cristal · Perú          | 2004                | 3        | 0     | -          | -          | 0             | 0             | 3        | 0     |
| Sporting Cristal · Perú          | 2011                | 12       | 0     | 0          | 0          | -             | -             | 12       | 0     |
| Sporting Cristal · Perú          | 2013                | 17       | 2     | -          | -          | 3             | 0             | 20       | 2     |
| Sporting Cristal · Perú          | 2014                | 32       | 2     | 6          | 0          | 0             | 0             | 38       | 2     |
| Sporting Cristal · Perú          | 2015                | 26       | 3     | 0          | 0          | 6             | 0             | 32       | 3     |
| Sporting Cristal · Perú          | 2016                | 40       | 6     | 6          | 0          | 0             | 0             | 46       | 6     |
| Sporting Cristal · Perú          | 2017                | 8        | 0     | 9          | 1          | 5             | 0             | 22       | 1     |
| Sporting Cristal · Perú          | 2018                | 28       | 1     | 14         | 2          | 2             | 0             | 44       | 3     |
| Sporting Cristal · Perú          | 2019                | 19       | 0     | 3          | 0          | 7             | 0             | 29       | 0     |
| Sporting Cristal · Perú          | 2020                | 24       | 0     | -          | -          | 0             | 0             | 24       | 0     |
| Sporting Cristal · Perú          | Total               | 209      | 14    | 38         | 3          | 23            | 0             | 270      | 17    |
| Bolognesi · Perú                 | 2004                | 20       | 1     | -          | -          | 0             | 0             | 20       | 1     |
| Bolognesi · Perú                 | 2005                | 21       | 1     | -          | -          | -             | -             | 21       | 1     |
| Bolognesi · Perú                 | 2006                | 34       | 3     | -          | -          | 3             | 0             | 37       | 3     |
| Bolognesi · Perú                 | 2007                | 30       | 0     | -          | -          | 1             | 0             | 31       | 0     |
| Bolognesi · Perú                 | 2008                | 35       | 0     | -          | -          | 4             | 0             | 39       | 0     |
| Bolognesi · Perú                 | Total               | 140      | 5     | 0          | 0          | 8             | 0             | 148      | 5     |
| Universitario de Deportes · Perú | 2009                | 33       | 3     | -          | -          | 6             | 0             | 39       | 3     |
| Universitario de Deportes · Perú | 2010                | 16       | 0     | -          | -          | 7             | 0             | 23       | 0     |
| Universitario de Deportes · Perú | 2011                | 12       | 0     | 0          | 0          | 0             | 0             | 12       | 0     |
| Universitario de Deportes · Perú | Total               | 61       | 3     | 0          | 0          | 13            | 0             | 74       | 3     |
| Olimpia Paraguay                 | 2012                | 17       | 0     | -          | -          | 2             | 0             | 19       | 0     |
| Olimpia Paraguay                 | Total               | 17       | 0     | 0          | 0          | 2             | 0             | 19       | 0     |
| Barcelona · Ecuador              | 2012                | 10       | 1     | -          | -          | 0             | 0             | 10       | 1     |
| Barcelona · Ecuador              | Total               | 10       | 1     | 0          | 0          | 0             | 0             | 10       | 1     |
| F. B. C. Melgar · Perú           | 2017                | 12       | 0     | 0          | 0          | 0             | 0             | 12       | 0     |
| F. B. C. Melgar · Perú           | Total               | 12       | 0     | 0          | 0          | 0             | 0             | 12       | 0     |
| Sport Boys · Perú                | 2021                | 21       | 1     | 1          | 0          | -             | -             | 22       | 1     |
| Sport Boys · Perú                | 2022                | 0        | 0     | 0          | 0          | 0             | 0             | 0        | 0     |
| Sport Boys · Perú                | Total               | 21       | 1     | 1          | 0          | 0             | 0             | 22       | 1     |
| Total en su carrera              | Total en su carrera | 470      | 24    | 39         | 3          | 46            | 0             | 555      | 27    |

- (*) Copa Sudamericana, Copa Libertadores de América.

## Palmarés

### Torneos cortos
| Título           | Club              | País | Año  |
| ---------------- | ----------------- | ---- | ---- |
| Torneo Clausura  | Coronel Bolognesi | Perú | 2007 |
| Torneo Clausura  | Sporting Cristal  | Perú | 2014 |
| Apertura         | Sporting Cristal  | Perú | 2015 |
| Torneo de Verano | Sporting Cristal  | Perú | 2018 |
| Torneo Apertura  | Sporting Cristal  | Perú | 2018 |

### Torneos nacionales
| Título                    | Club                      | País    | Año  |
| ------------------------- | ------------------------- | ------- | ---- |
| Primera División del Perú | Universitario de Deportes | Perú    | 2009 |
| Serie A de Ecuador        | Barcelona                 | Ecuador | 2012 |
| Primera División del Perú | Sporting Cristal          | Perú    | 2014 |
| Primera División del Perú | Sporting Cristal          | Perú    | 2016 |
| Primera División del Perú | Sporting Cristal          | Perú    | 2018 |
| Primera División del Perú | Sporting Cristal          | Perú    | 2020 |

### Distinciones individuales
| Distinción                                                                                            | Año  |
| --- | ---- |
| Incluido en el equipo ideal del Torneo Apertura de Perú según el portal periodístico DeChalaca.com    | 2018 |
| Incluido en el equipo ideal del Campeonato Descentralizado según el portal periodístico DeChalaca.com | 2018 |